# Gwen Stacy (gruppo musicale)
I Gwen Stacy sono un gruppo musicale metalcore statunitense originario di Indianapolis. Il gruppo si è formato nel 2004 per disciogliersi nel novembre 2010. Ha quindi ripreso la propria attività nell'aprile 2014.
Il nome del gruppo è quello di Gwen Stacy, personaggio dei fumetti dell'Universo Marvel che appare per la prima volta in Amazing Spider-Man (1965) come la fidanzata di Peter Parker.

## Formazione
- Geoff Jenkins - voce (2008–2010, 2014), chitarra (2008–2010)
- Brent Schindler - basso, voce (2004–2010, 2014)
- Patrick Meadows - chitarra (2005–2010, 2014)
- Brett Sibley - batteria (2010, 2014)
- Matt Strahl - chitarra (2010, 2014)

Ex membri
- Cole Wallace - voce (2005–2008)
- Chris Suter - voce, chitarra (2004–2005)
- Josh Rickard - chitarra (2004–2006)
- Mike Bryant - chitarra (2006–2007)
- Bobby Oakley - voce (2008), chitarra (2007–2008)
- T.J Sego - batteria (2004–2010)

## Discografia
- 2005 - ...I Believe in Humility (indipendente)
- 2006 - Demos 2006 (indipendente)
- 2008 - The Life I Know (Ferret Records)
- 2009 - The Life I Know (Digital Re-release) (Ferret Records)
- 2009 - A Dialogue (Solid State Records)